# Pavol Pizúr
Pavol Pizúr (* 28. září 1957) je bývalý slovenský fotbalista, útočník.

## Fotbalová kariéra
V československé lize hrál za Lokomotíva Košice. Nastoupil ve 27 ligových utkáních a dal 2 ligové góly. Ve nižších soutěžích hrál za Tatran Prešov, VTJ Tábor a Vagónku Poprad. V Poháru vítězů pohárů nastoupil ve 2 utkáních.

## Ligová bilance
| Ročník                                      | Zápasy | Góly | Klub              |
| ------------------------------------------- | ------ | ---- | ----------------- |
| 1. československá fotbalová liga 1975/76    | 2      | 0    | Lokomotíva Košice |
| 1. československá fotbalová liga 1976/77    | 16     | 1    | Lokomotíva Košice |
| 1. československá fotbalová liga 1977/78    | 1      | 0    | Lokomotíva Košice |
| 1. československá fotbalová liga 1978/79    | 2      | 0    | Lokomotíva Košice |
| 1. československá fotbalová liga 1979/80    | 6      | 1    | Lokomotíva Košice |
| Česká národní fotbalová liga 1981/82        | 16     | 2    | VTJ Tábor         |
| 1. slovenská národní fotbalová liga 1981/82 | 10     | 1    | Vagónka Poprad    |
| CELKEM 1. liga                              | 27     | 2    |                   |